# Philosophia perennis

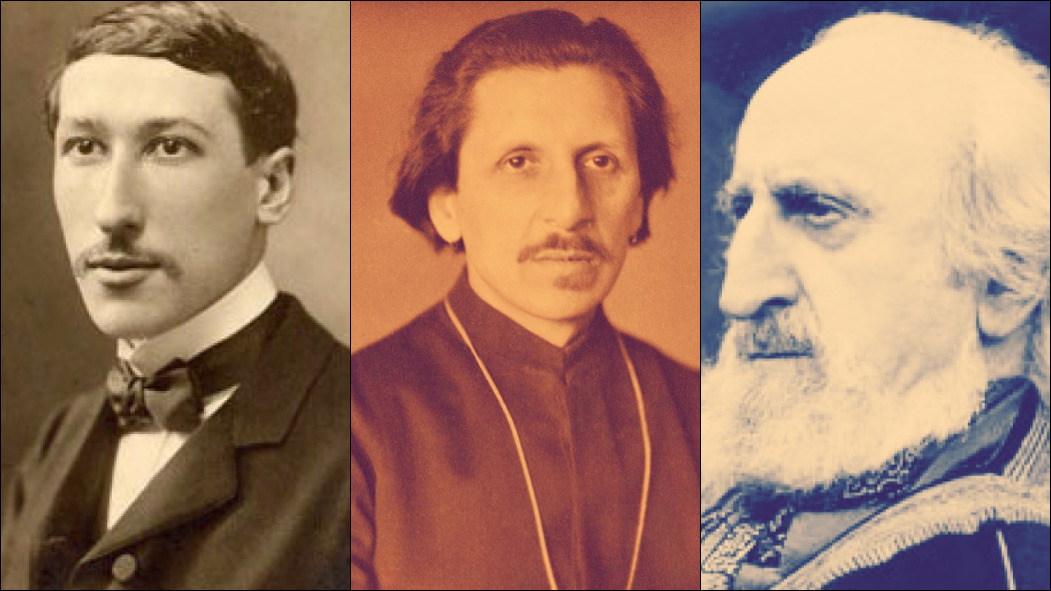
Perennialističtí myslitelé René Guénon, Ánanda Kumárasvámí a Frithjof Schuon

Philosophia perennis „věčná filosofie“ je učení podle kterého náboženské a filosofické tradice lidstva vychází z jednoho universálního zdroje, někdy označovaného jako Tradice, a sdílí tak jednu konečnou pravdu. Tato myšlenka se objevuje především v západním esoterismu, například v tradicionalismu nebo New Age. S philosophií perennis však nelze spojit esoterismus jako celek, přestože motiv dávné moudrosti se objevuje ve většině z jeho podob, s ohledem na to že mnohá esoterická učení kladou důraz na novost či originalitu svého učení. Pojem se také objevuje v katolickém novotomismu a novoscholastice. Někdy je užíváno také termínů sophia perennis, perenniální filosofie, perenniální moudrost nebo perennialismus. Philosophia perennis se podobá staršímu učení zvanému prisca theologia „dávná teologie“, které však bylo více ukotveno v křesťanském světonázoru.

## Historie
Pojem philosophia perennis byl poprvé použit roku 1540 katolickým učencem Agostinem Steucem v jeho díle De perenni philosophia ve smyslu učení podle kterého existuje „jeden princip všech věcí, který je stále jeden a tentýž, a jednota poznání mezi všemi národy”. Podle Steuca byla na počátku poznání dokonalé protože bylo přímo předáno Bohem, ale po potopě došlo k jeho úpadku a bylo zachováno jen u některých národů, jako byly Chaldejci, Féničanům nebo Arméni. Později přešlo toto poznání k Hebrejcům, od nich k Egypťanům, poté k Řekům a nakonec k Římanům, důraz je kladl především na úlohu Herma Trismegista. Steucovo dílo dobře odpovídal relativní oblibě priscy theologie v renesančním katolicismu, zatímco mezi protestanty, až na několik učenců z liberálního křídla, byla myšlenka o dávném moudrosti vlastní všem národům odmítána. Na počátku 18. století se však nakonec byla myšlenka philosophie perennis objevila v myšlení protestantského filosofa Gottfrieda Wilhelma Leibnize, o němž se dlouho soudilo že je autorem pojmu.
Přesto však philosophia perennis nehrála větší roli v esoterismu 16. až 18. století, který byl převážné protestantské orientace, jako bylo rosekruciánství, paracelsiánství nebo křesťanská teosofie. Až v 18. století se důraz na Tradici objevil u některých svobodných zednářů, v učení martinistického mystika Louis Claude de Saint-Martina nebo Antoine Court de Gébelina, popularizátora tarotu jako věšteckého nástroje. Víra v universální zdroj pravdy se pak začala prosazovat v 19. století, významný okultista Éliphas Lévi například chápal jako zdroj všech esoterických tradic „kabalu“. Dílo Édouarda Schurého Velcí zasvěcenci: tajné dějiny náboženství se zase stalo významným příspěvkem ke „komparativnímu esoterismu“, tedy přístupu kombinující premisy philosophie perennis a srovnávací religionistiky.
Na počátku 20. století došlo ke vzniku specifického esoterického proudu založeného na učení o věčné filosofii nazvaného tradicionalismus nebo perennialismus. Podle toho existuje prvotní Tradice nelidského původu, která byla předána lidem, kteří ji v průběhu dějin ztratili a zachovali z ní jen zlomky. Tato Tradice je svou podstatou neslučitelná se západní civilizací, kulturou a vědou, ale může být alespoň částečně obnovena zkoumáním shod mezi různými náboženskými a filosofickými systémy. Nemůže se však jednat o zkoumání z pohledu moderní vědy protože modernismus a historicismus jsou s Tradicí taktéž neslučitelné. K nejvýznamnějším postavám tohoto hnutí patří René Guénon, Ánanda Kumárasvámí, Frithjof Schuon, Julius Evola nebo Leo Schaya. Tradicionalismem byly také ovlivněni někteří akademici, jako Mircea Eliade, Henry Corbin, Basarab Nicolescu nebo Gilbert Durand.
Pojem byl také popularizován Aldousem Huxleym a jeho dílem The Perennial Philosophy z roku 1944 a dosáhl popularity v rámci New Age. Na philosophii perennis přímo či nepřímo odkazuje například Osho, Edgar Cayce, Vivianne Crowley, Stanislav Grof a především transpersonální psycholog Ken Wilber. Ve Wilberově myšlení je však věčná filosofie spojena s evolucionismem a neobrací se k minulosti ale k budoucnosti.